# Lotzes Have
55°23′52.88″N 10°23′26.52″Ø / 55.3980222°N 10.3907000°Ø
Lotzes Have er et mindre haveanlæg ved H.C. Andersens Hus i Odense, som er opkaldt efter apoteker og etatsråd Gustav Lotze. Oprindeligt strakte haven sig over et meget større område, men blev siden reduceret kraftigt ved anlæggelsen af Thomas B. Thriges Gade i 1960'erne og udbygningen af H.C. Andersen-museet.
Haven blev anlagt imellem 1853 og 1855, efter at Gustav Lotze i 1852 havde købt Løveapoteket, som lå i Overgade. Apotekets store have blev efterhånden udvidet ved opkøb af en række naboejendomme, hvis haver blev lagt sammen til én stor apotekshave, som blev anlagt kunstfærdigt med bl.a. kunstigt anlagte klipper af tufsten, en grotte og en dam. Haven var desuden hjemsted for et stort et stort væksthus med krydder- og lægeurter fra hele verden. Plantedyrkningen blev senere udvidet ved køb af en gård ved Nyborgvej med 12 tønder land jord.
Efter Lotzes død i 1893 lå haven forsømt hen, indtil den i 1959 blev overtaget af Odense Kommune og åbnet som offentlig park.